# Сілл

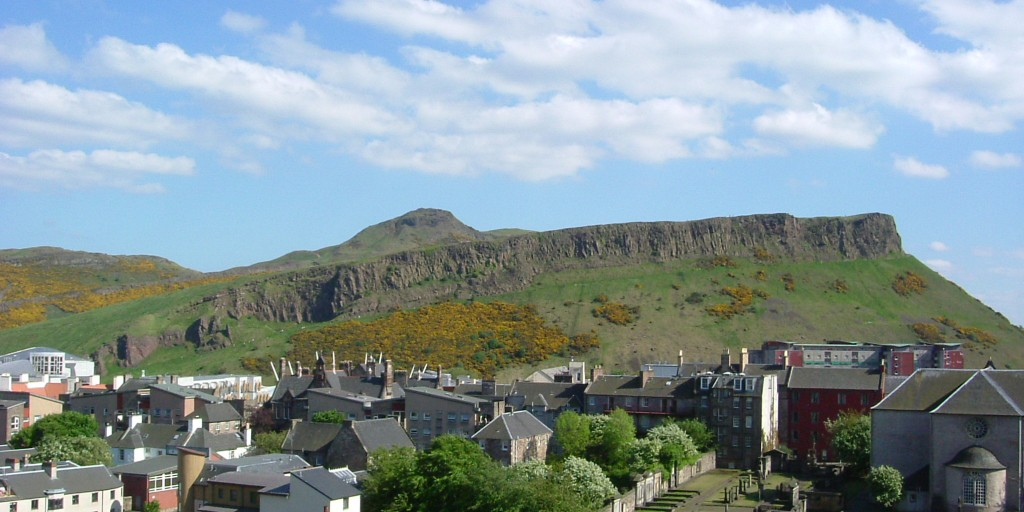
Скелі Солсбері в Единбурзі, Шотландія. Частково відкритий сілл.

1. Лаколіт 2. Апофіза 3. Батоліт 4. Дайка 5. Сілл
6. Нек 7. Лополіт

Сілл. Схема утворення.

Сілл — пластова інтрузія, що застигла у горизонтальних або слабкодислокованих товщах гірських порід. Залягає узгоджено з напластуванням вмісних порід. Довжина сілла досягає іноді декількох кілометрів.
Синоніми: пластова інтрузія, пластова жила.